# Abrics d'Ermites
Abrics d'Ermites, Abrics de l'Ermita o Coves de l'Ermita, són un conjunt de deu abrics rocosos del municipi d'Ulldecona (Montsià) amb representacions de pintura rupestre protegides com a Patrimoni de la Humanitat en el conjunt de l'Art rupestre de l'arc mediterrani de la península Ibèrica. Estan situats en la partida d'Ermites, en el vessant sud-est de la serra de Godall, prop de l'ermita de la Pietat. En la mateixa ermita de la Pietat hi ha el Centre d'Interpretació d'Art Rupestre Abrics de l'Ermita, obra del Servei d'Arqueologia de la Direcció general del Patrimoni Cultural de la Generalitat de Catalunya creat en el marc del Projecte Corpus de Pintures Rupestres de Catalunya, la gestió del qual, des de l'any 2005 en que va ser inaugurat va passar al Museu d'Arqueologia de Catalunya, que ofereix visites guiades a l'abric I.
La majoria de les pintures presenten una temàtica i un estil similar, que pertany al conjunt naturalista-estilitzat postpaleolític o estil llevantí. Escenes de caça, amb cérvols, caprins, bòvids, arcs, fletxes i figures humanes (arquers, figures femenines i alguns indeterminats), són presents en gairebé tots els panells pintats.

## Història
La primera troballa de pintures rupestres d'aquest important conjunt fou realitzada pels membres de l'equip infantil d'espeleologia del Centre Recreatiu Ulldecona, el 31 de març de 1975, en localitzar les figures del sostre de l'abric V. El Grup Espeleològic d'Ulldecona va trobar, el dia 27 d'abril del mateix any, dos nous abrics amb pintures rupestres, el IV i el VII. En conèixer la notícia, es va saber que l'any 1950 ja s'havien observat algunes figures en l'abric IV. Format un equip de treball, durant el mes de maig de 1975 es van localitzar els abrics I, II, III i VI. El desembre de 1975 es va localitzar l'abric IIIb, de forma que l'abric III es va dividir en IIIa i IIIb. L'any 1980 es van localitzar els abrics V exterior i el IX.

## Abric I

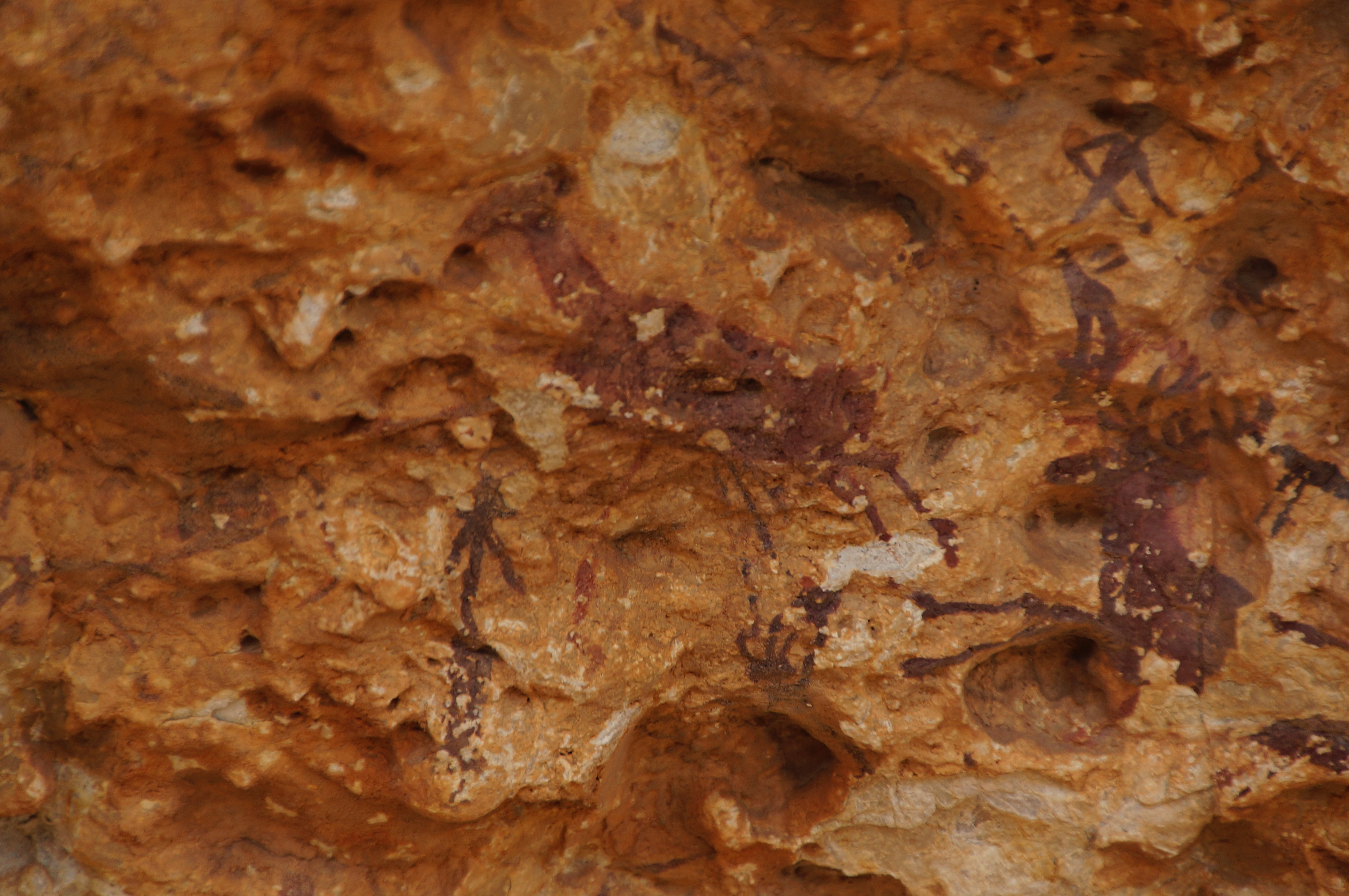
Escena de l'abric I

D'entre el conjunt cal destacar l'Abric I, el qual, malgrat que conserva una petita part d'un fris que segurament ocupava tot el perfil d'una cavitat de 7 metres de llargària i entre 1 metre i 1,5 metres d'alçària: Presenta una escena de caça on què s'han documentat 170 figures., corresponents a figures humanes (arquers, indeterminats, figures femenines), cérvols, arcs i fletxes, quadrúpedes, bocs, caprins, bòvids, possibles cànids, etc. El color de les pictografies va del vermell-castany obscur al castany-vermellós obscur i ennegrit. Predomina la tinta plana i el traç simple, tot i que també hi ha figures amb tècnica punctiforme i siluetejat. Quant a l'estil, es combina el naturalista amb el semiesquemàtic.
És l'abric més meridional de tot el conjunt i es localitza a uns 50 m de l'abric II. S'ha instal·lat una tanca i una escala per remuntar fins a la base de la cavitat.

## Abric II
L'abric II està localitzat uns metres més amunt de l'abric IV. Està protegit per una tanca i hi ha una escala per remuntar fins a la base de la cavitat.
Està situat en una cavitat que s'obre a 4 m de la base del cingle, les dimensions de la qual són 7 m de llarg, entre 1,50 i 2 m de fondària i entre 1 i 1,5 m d'alçada. La irregularitat i escassa superfície de la paret fa pensar en l'elecció del sostre per a l'elaboració del fris. Les pintures ocupen la part central i interna d'aquest, amb una longitud de 2,67 m i una alçada d'entre 1 i 1,40 m del sòl. El sostre està molt deteriorat a causa de la configuració litogènica de la roca i el suport es troba disgregat i recobert per microformacions calcàries i matèria orgànica que afecten a totes les pintures.
En total s'han documentat 25 figures, corresponents a arquers, fletxes, animals indeterminats i restes de pigment, d'estil semiesquemàtic-naturalista. El color de les pictografies va del castany-vermellós obscur al castany obscur i combina la tècnica de traç simple i tinta plana.

## Abric IIIa
L'abric IIIa està situat en una cavitat que s'obre a 4 m de la base del cingle, les dimensions de la qual són 3 m de llargada, 1 m de fondària i 1 m d'alçada màxima. En aquest abric, tot ell de reduïdes dimensions, la paret és inexistent i el petit sostre arriba de forma inclinada fins al sòl. Les pintures, 36 motius individualitzats, ocupen 1,16 cm de llargada, 60 cm d'amplada i estan entre 50 i 90 cm del terra. El sostre és molt irregular i està recobert per matèria orgànica i microformacions calcàries que podrien amagar altres restes.
Les figures corresponen a arquers, figures humanes, animals indeterminats, una cabra, un cervató, traços i restes de pigment, d'estil semiesquemàtic-naturalista. Les pintures d'aquest fris mostren diferències cromàtiques (vermellós, vermell-castany, vermell-castany fosc, castany-vermellós fosc, castany-violat, castany fosc i negre) i tècniques (traç simple, tinta plana i siluetat).

## Abric IIIb
Està situat a uns 20 m de l'abric IIIa. És una cavitat que s'obre a uns 11 m de la base del cingle. Les seves dimensions són 5 m de llarg, 2 m de fondària i una alçada mitjana d'1 m. Com en alguns d'aquests abrics, l'escassa superfície de la paret ha fet que s'hagi seleccionat el sostre, o la seva part alta, per tal d'elaborar el fris, situat bàsicament en la part dreta de la cavitat, punt més fondo de l'abric, amb una petita coveta. Les pintures es localitzen des de l'interior de la coveta, a 60 cm del sòl, segueixen per la part esquerra i pel sostre i, segons les restes, ocupaven la part central. Dels 11 motius localitzats, únicament 2 -corresponents a arquers i d'estil semiesquemàtic- són clarament identificables. El color de les pictografies va del castany vermellós obscur al vermellós, i hi ha diferències tècniques (traç simple, tinta plana i digitació).

## Abric IV

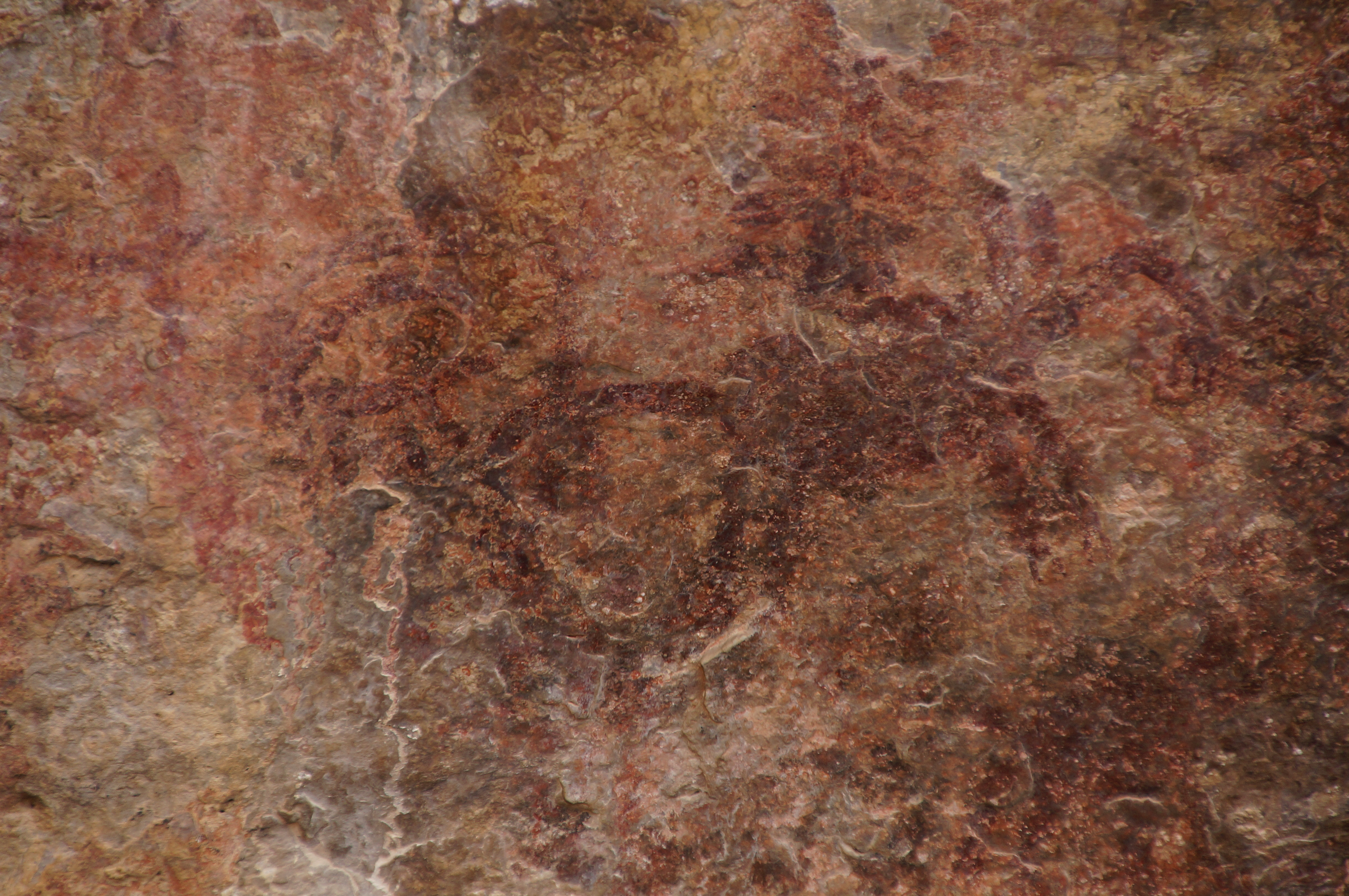
Escena de l'abric IV

La presència a l'Abric IV o Cova Fosca, l'únic situat a la base de la cinglera i en posició central respecte de la resta del grup d'abrics del conjunt, de petits fragments de ceràmiques fetes a mà entre els blocs de l'entrada, així com la presència d'indústria lítica en els camps immediats, fa pensar en la possibilitat d'un antic dipòsit, buidat i destruït pels camperols de la zona per tal d'omplir els bancals, i de la utilització de part del conjunt com a corral i lloc d'habitació.
En total s'han documentat 47 figures corresponents a punts, caprins, serpentiformes, ziga-zaga, animals indeterminats, pectiniformes o quadrúpedes i restes (zona sud) i quadrúpedes, un boc, branquiformes, cànids i restes (zona nord). El color de les pictografies va del castany vermellós obscur al vermellós i l'estil va de l'abstracte a l'esquemàtic i esquemàtic amb trets naturalistes. La tècnica utilitzada també varia (digitació, tinta plana i traç simple).

## Abric V
Quant a la composició cal destacar l'Abric V, a uns 10 metres de l'abric IV. Les 66 figures que l'integren componen diferents escenes, una de les principals formada per un grup de cavalls. Vinculades a aquesta escena hi ha diverses figures d'arquers i algun caprí.
La cavitat està situada 7 m per sobre de la base del cingle i les seves dimensions són 2,50 m d'amplada màxima de la boca, 3 m de profunditat i 1,50 m d'alçada mitjana. Majoritàriament, les pintures avui dia visibles ocupen la part més externa del sostre, malgrat l'existència d'algunes restes en el fons i en les degradades parets internes, a uns 50 cm del sòl, revelant que les pintures ocupaven gran part de la cavitat.
En general l'estil és figuratiu dins de la línia semiesquemàtica i naturalista i la tècnica de tinta plana i traç simple. Quant als colors, predominen el vermell-castany, el vermell-castany fosc i el castany-vermellós fosc.

## Abric V exterior
Està situat sota la cornisa que protegeix l'abric V, a les parets de la part externa. En total es tracta de 9 figures que corresponen a 4 arquers i restes de pigment de color negre, castany vermellós fosc i vermell-castany, tècnica de traç simple i tinta plana i estil semiesquemàtic.

## Abric VI
Les dimensions de la cavitat són 10 m de llarg, 2 m de profunditat i una alçada mitjana que oscil·la entre 1 i 1,5 m. Les pintures únicament són mig visibles en el costat dret i en l'exterior de l'abric. També són perceptibles altres restes en la part interna, però aquí el suport de les parets s'ha anat desprenent.
S'han individualitzat 7 figures corresponents a 3 arquers amb les eines corresponents i restes de pigment, de color vermell-castany fosc i estil semiesquemàtic amb trets naturalistes. La tècnica és de tinta plana i traç simple.

## Abric VII
Les dimensions de la cavitat són 7 m de llarg, 3 m de profunditat i una alçada mitjana que oscil·la entre 1 i 1,5 m. En diferents punts de la cavitat s'adverteixen restes de pigment que es confonen amb les restes de matèria orgànica fossilitzada. A l'extrem de la paret esquerra, s'observen fragments de figures i en el sostre de la zona dreta, una petita composició d'arquers i figures humanes mig descrostades i recobertes en part per matèria orgànica negra.
Es van individualitzar 9 figures corresponents a un arquer - adornat amb plomes al cap, amb les cames engalanades amb penjolls per sota del genoll i amb les eines corresponents (gran arc i un feix de fletxes)-, una altra figura humana que sembla d'un moment posterior a la figura anterior, un animal indeterminat, un arc i restes de pigment, de color castany fosc, castany-rogenc, vermell-castany fosc, vermell-castany, castany-vermellós i vermellós, i d'estil naturalista. La tècnica utilitzada és de tinta plana i traç simple.

## Abric VIII
La cavitat dista uns 120 m de l'ermita. Les seves dimensions són 8 m de llarg, 1,50 m de profunditat i 5 m d'alçada. La major part de les pintures es troben en la part alta i sobre un bloc adherit al sostre que està a punt de desprendre's.
S'han individualitzat 38 figures corresponents a arquers - adornats amb plomes al cap i amb les eines corresponents -, quadrúpedes, diversos animals (cabres, cèrvids, caprins, un carnívor, etc.) i restes de pigment, de color negrós, vermellós i vermell-castany fosc i d'estil naturalista. Les figures presenten diferències tècniques, (majoritàriament tinta plana i traç simple, tot i que també hi ha siluetejat i ratllat).

## Abric IX
Situat en l'extrem dret, és l'abric més proper a l'Ermita de la Verge de la Pietat. Les seves dimensions són 1 m de llarg, 0,50 m de profunditat i 1,50 m d'alçada. Les pintures es localitzen en una concavitat circular de la part alta, molt destruïda pel descrostament del suport i recoberta de microformacions calcàries.
S'han individualitzat 13 motius corresponents a 6 figures humanes (4 clarament arquers), traços i restes de pigment majoritàriament de color vermell-castany fosc i tècnica de tinta plana i traç simple. L'estil de les figures és semiesquemàtic.